# Hedvig Lindahl
 (août 2016).
Hedvig Lindahl, née le 29 avril 1983 à Katrineholm, est une footballeuse internationale suédoise évoluant actuellement au poste de gardienne de but.

## Carrière
Le 17 septembre 2015, elle joue son 113e match pour la Suède et devient ainsi la gardienne suédoise la plus capée de l'histoire.
Considérée comme l'une des meilleures gardiennes de sa génération, elle est nommée lors de la  première édition du prix de meilleure gardienne FIFA the Best en 2019, ainsi qu'en 2020.
Durant les Jeux Olympiques de Rio en 2016, elle acquiert une bonne réputation comme gardienne pour les séances de tirs au but. Ce sont en effet ses exploits qui permettent à la Suède de l'emporter contre le Brésil en quart-de-finale puis contre les Etats-Unis en demi-finale de la compétition.

## Palmarès

### En club
- Au Linköpings FC
  - Vainqueur de la Coupe de Suède en 2006 et 2008
- Au Chelsea Women FC
  - Vainqueur du Championnat d'Angleterre en 2015 et 2018.
  - Vainqueur des séries d'été de 2017.
  - Vainqueur de la Coupe d'Angleterre féminine de football en 2015 et 2018.
- A VfL Wolfsburg
  - Vainqueur du Championnat d'Allemagne féminin de football en 2020.
- A l'Atletico de Madrid
  - Vainqueur de la Supercoupe d'Espagne en 2021.

### En sélection
- Jeux olympiques
  - Finaliste en 2016 et 2020

- Coupe du monde
  - Finaliste en 2003.
  - Troisième en 2011 et 2019.
- Championnat d'Europe féminin de football
  - Troisième en 2005 et 2013.

### Récompenses individuelles
- Membre de l'équipe type de WSL en 2015-16.

## Statistiques

### En club
| Saison                | Club                    | Championnat           | Championnat | Championnat | Coupe(s) nationale(s) | Coupe(s) nationale(s) | Compétition(s) continentale(s) | Compétition(s) continentale(s) | Compétition(s) continentale(s) | Total | Total |
| Saison                | Club                    | Division              | M.          | B.          | M.                    | B.                    | Comp.                          | M.                             | B.                             | M.    | B.    |
| 2003                  | Malmö FF Dam            | Damallsvenskan        | 3+          | 0           | 2+                    | 0                     | -                              | -                              | -                              | 5     | 0     |
| Sous-total            | Sous-total              | Sous-total            | 3           | 0           | 2                     | 0                     | -                              | -                              | -                              | 5     | 0     |
| 2004                  | Linköpings FC           | Damallsvenskan        |             |             |                       |                       | -                              | -                              | -                              | 0     | 0     |
| 2005                  | Linköpings FC           | Damallsvenskan        |             |             |                       |                       | -                              | -                              | -                              | 0     | 0     |
| 2006                  | Linköpings FC           | Damallsvenskan        |             |             | 1                     | 0                     | -                              | -                              | -                              | 1     | 0     |
| 2007                  | Linköpings FC           | Damallsvenskan        |             |             |                       |                       | -                              | -                              | -                              | 0     | 0     |
| 2008                  | Linköpings FC           | Damallsvenskan        | 22          | 0           | 1                     | 0                     | -                              | -                              | -                              | 23    | 0     |
| Sous-total            | Sous-total              | Sous-total            | 94          | 0           | 2                     | 0                     | -                              | -                              | -                              | 96    | 0     |
| 2009                  | Kopparbergs/Göteborg FC | Damallsvenskan        | 22          | 0           | 1                     | 0                     | -                              | -                              | -                              | 23    | 0     |
| 2010                  | Kopparbergs/Göteborg FC | Damallsvenskan        | 21          | 0           | 1                     | 0                     | -                              | -                              | -                              | 22    | 0     |
| Sous-total            | Sous-total              | Sous-total            | 43          | 0           | 2                     | 0                     | -                              | -                              | -                              | 45    | 0     |
| 2011                  | Kristianstads DFF       | Damallsvenskan        | 22          | 0           | 1                     | 0                     | -                              | -                              | -                              | 23    | 0     |
| 2012                  | Kristianstads DFF       | Damallsvenskan        | 17          | 0           | 3                     | 0                     | -                              | -                              | -                              | 20    | 0     |
| 2013                  | Kristianstads DFF       | Damallsvenskan        | 18          | 0           | 4                     | 0                     | -                              | -                              | -                              | 22    | 0     |
| 2014                  | Kristianstads DFF       | Damallsvenskan        | 18          | 0           | 1                     | 0                     | -                              | -                              | -                              | 19    | 0     |
| Sous-total            | Sous-total              | Sous-total            | 75          | 0           | 9                     | 0                     | -                              | -                              | -                              | 84    | 0     |
| 2015                  | Chelsea LFC             | FA WSL                | 14          | 0           | 1                     | 0                     | WCL                            | 4                              | 0                              | 19    | 0     |
| 2016                  | Chelsea LFC             | FA WSL                | 11          | 0           | 0                     | 0                     | WCL                            | 2                              | 0                              | 13    | 0     |
| 2017-2018             | Chelsea LFC             | FA WSL                | 11          | 0           | 2                     | 0                     | WCL                            | 8                              | 0                              | 21    | 0     |
| 2018-2019             | Chelsea LFC             | FA WSL                | 9           | 0           | 2                     | 0                     | WCL                            | 3                              | 0                              | 14    | 0     |
| Sous-total            | Sous-total              | Sous-total            | 45          | 0           | 5                     | 0                     | -                              | 17                             | 0                              | 67    | 0     |
| 2019-2020             | VfL Wolfsbourg          | Frauen Bundesliga     | 17          | 0           | 1                     | 0                     | WCL                            | 3                              | 0                              | 21    | 0     |
| Sous-total            | Sous-total              | Sous-total            | 17          | 0           | 1                     | 0                     | -                              | 3                              | 0                              | 21    | 0     |
| 2019-2020             | Atlético Madrid         | -                     | -           | -           | -                     | -                     | WCL                            | 1                              | 0                              | 1     | 0     |
| 2020-2021             | Atlético Madrid         | Superliga             | 13          | 0           | 0+2                   | 0                     | WCL                            | 2                              | 0                              | 17    | 0     |
| Sous-total            | Sous-total              | Sous-total            | 13          | 0           | 2                     | 0                     | -                              | 3                              | 0                              | 18    | 0     |
| Total sur la carrière | Total sur la carrière   | Total sur la carrière | 290         | 0           | 23                    | 0                     | -                              | 25                             | 0                              | 338   | 0     |

https://web.archive.org/web/20131019212825/http://www.linkopingfc.com/index.php?menu=2&submenu=8
https://web.archive.org/web/20100818045623/http://www.goteborgfc.se/Fotboll/kgfc.nsf/0/16AE9055F99A2D2BC125751C003B43ED

## Vie privée
Hedvig Lindahl est atteinte de vitiligo.